# Paulus Potter
Paulus Potter (Enkhuizen, gedoopt 20 november 1625 – Amsterdam, begraven 17 januari 1654) was een Nederlandse kunstschilder uit de Gouden Eeuw. Omdat hij slechts 28 jaar oud is geworden, is de omvang van zijn oeuvre beperkt. Er is een honderdtal werken van hem bewaard gebleven. Hij is niettemin invloedrijk geweest en origineel.

## Leven
Paulus Potter werd geboren in Enkhuizen en leerde het schildersvak van zijn vader Pieter Symonsz. Potter, die volgens sommige bronnen een onbeduidende kunstschilder was. Zijn moeder Aechtie Pouwels was verwant aan de rijke Egmont- en Semeyns-geslachten. Haar broer was ook kunstschilder.
In 1628 verhuisde het gezin naar Leiden, waar de vader zich inschreef bij het glasmakersgilde (dus niet als kunstschilder). In 1631 verhuisde het gezin naar Amsterdam. Daar leerde Potter het schildersvak in de werkplaats van zijn vader en bestudeerde het werk van onder andere Pieter Lastman en Nicolaes Moeyaert.
Nadat zijn moeder was gestorven (1636) trok de ex-vrouw van Pieter Codde bij hen in. Zijn vader maakte een tijdje goudleer in een pand aan het einde van de Sint Antoniesbreestraat, maar raakte in financiële problemen.
In een schetsboek van Jacob de Wet werd genoteerd dat Paulus Potter 12 mei 1642 acht Vlaamse pond had betaald om een jaar lang schilderlessen bij De Wet in Haarlem te mogen volgen. Op 6 augustus 1646 werd hij ingeschreven als meester-schilder in het Sint-Lucasgilde te Delft. Zijn opleiding was toen dus voltooid.

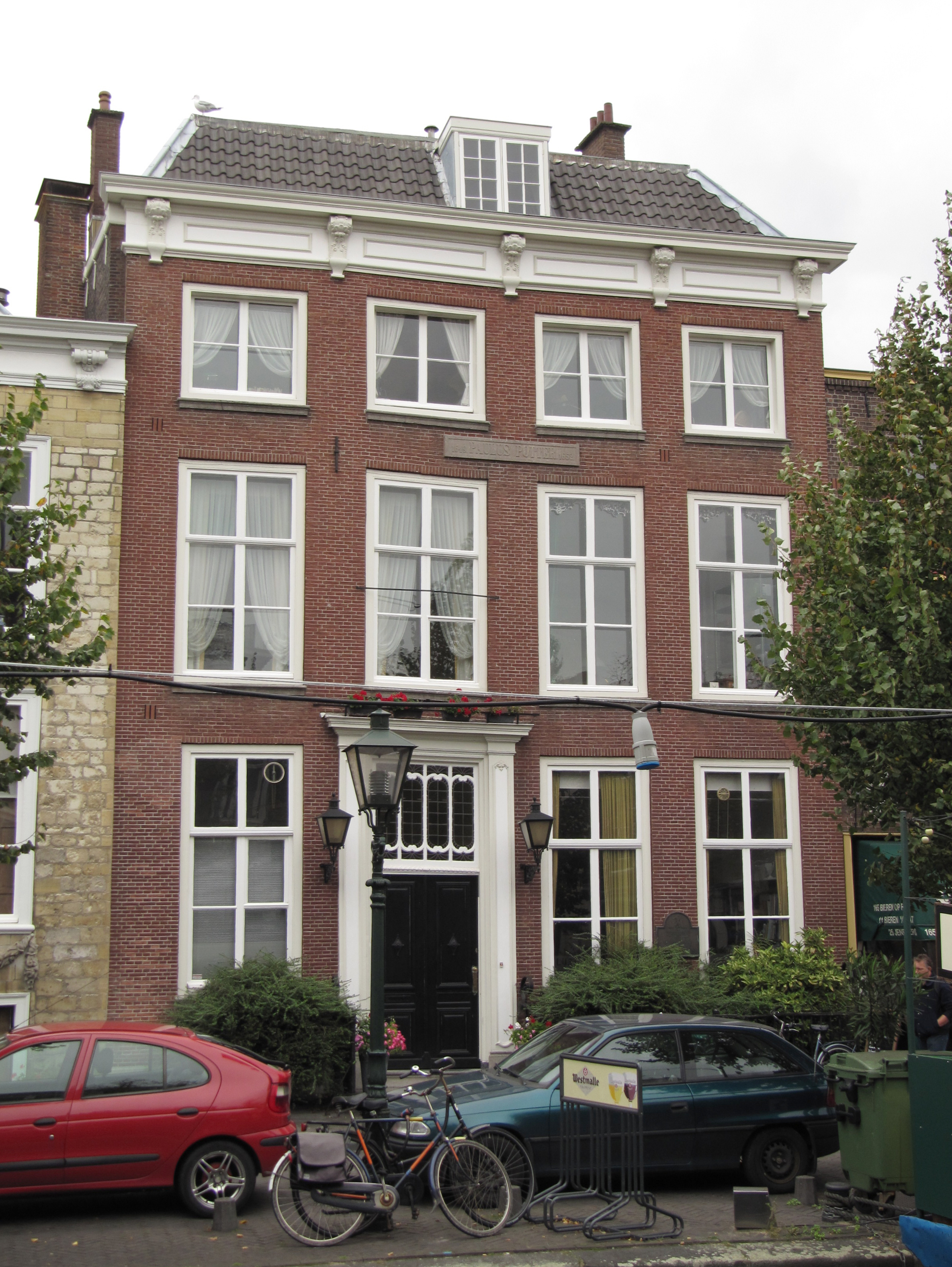
Het huis aan de Dunne Bierkade 17 in Den Haag waar Paulus Potter gewoond heeft. De huidige gevel stamt uit de achttiende eeuw.

In 1649 huurde Potter een huis in Den Haag van de schilder Jan van Goyen, en schreef zich in bij het plaatselijke schildersgilde. Hij woonde een aantal jaren in een atelier aan de Dunne Bierkade 17, naast huiseigenaar Jan van Goyen. In Den Haag leerde hij zijn vrouw kennen, Adriana, de dochter van de meester-timmerman en bouwermeester Claes Dircx van Balckeneynde, die ook naast Potter woonde. Ze trouwden op 3 juli 1650. Vanwege zijn afkomst van moederskant werd Potter geïntroduceerd bij de elite. Ook de schoonvader van Potter, Balckeneynde, introduceerde hem. Onder andere Johan Maurits van Nassau-Siegen bezocht Paulus Potter dikwijls om zijn werk te bekijken. Potter maakte in die periode onder andere een schilderij voor Amalia van Solms, met als doel het tegen een schoorsteen te plaatsen. Het schilderij, met een plassende koe, werd als "te vuil" beoordeeld en kwam in andere handen. De anekdote wordt echter betwist. Ook andere leden van het Huis van Oranje kochten werk van hem.
Op 1 mei 1652 vertrok Potter naar Amsterdam op uitnodiging van Nicolaes Tulp, die al een aanzienlijk aantal schilderijen van hem bezat. Hij verschafte Potter de opdracht een levensgroot ruiterportret van zijn zoon Dirck te maken, door het overschilderen van het hoofd op een portret dat eerst voor iemand anders bestemd was. Tijdens wandelingen had hij volgens zijn vrouw altijd een schetsboek bij zich. Op 2 januari 1653 maakte Potter met zijn vrouw een testament op en 17 januari 1654 stierf hij, tamelijk vermogend, aan tuberculose. Volgens de familie van Potter overleed hij echter aan 'overmatig schilderen'. Potter werd op 17 januari 1654 begraven in de Nieuwezijds Kapel in Amsterdam.
Na zijn overlijden vertrok zijn weduwe naar Den Haag, waar ook hun dochter, toen 3,5 jaar oud, overleed aan de tering. Zij hertrouwde met ene Van Rheenen.
In het jaar dat Potter overleed, maakte Bartholomeus van der Helst een portret van hem. Als voorbeeld diende waarschijnlijk een zelfportret van Potter. Omdat het doek op de ezel leeg is, wordt vermoed dat Van der Helst met dit portret wilde aangeven dat de kunstenaar nooit meer zou schilderen. Het portret was in het bezit van de familie tot het begin van de negentiende eeuw. Daarna kwam het in handen van het Mauritshuis in Den Haag.

## Werk

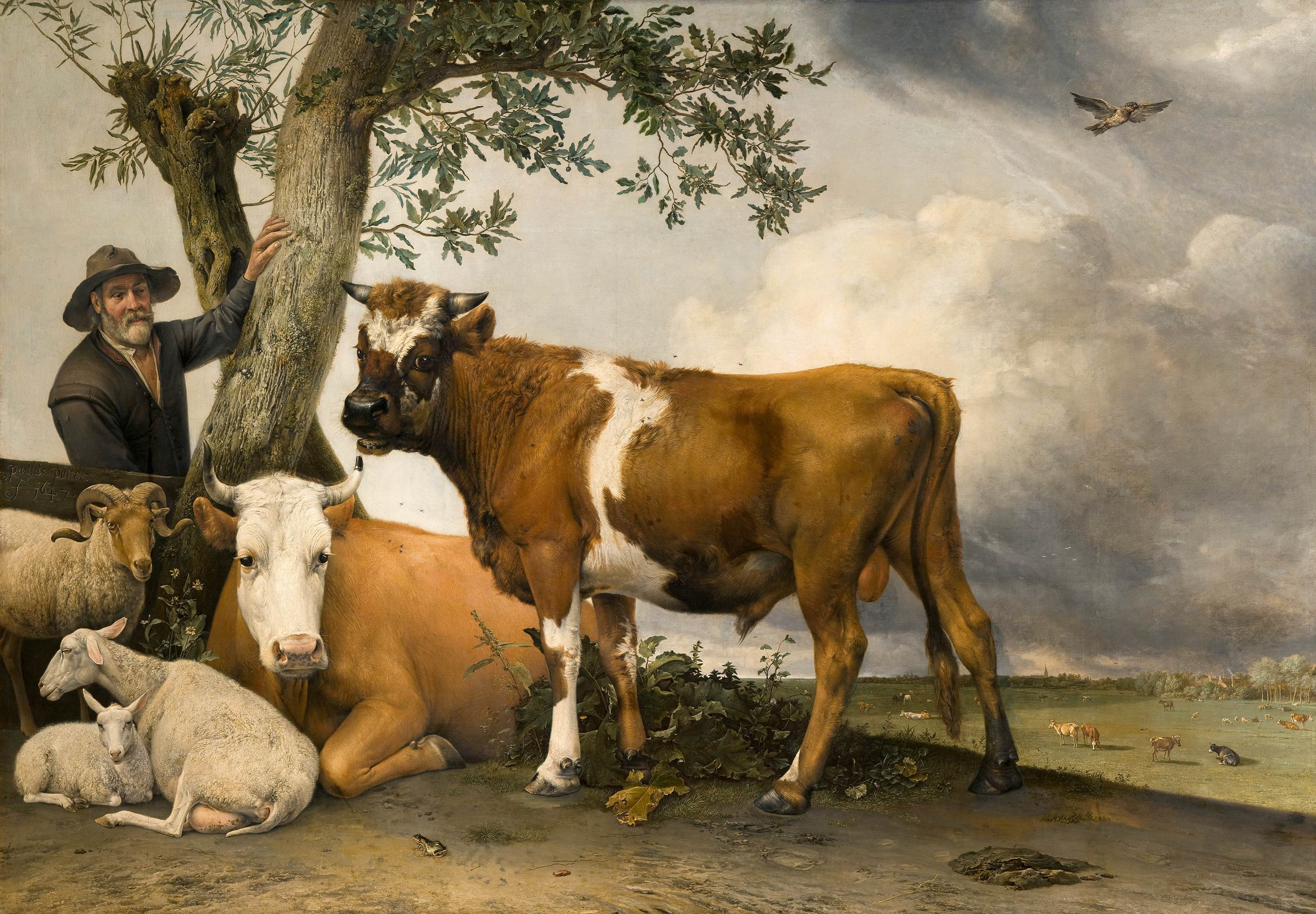
De stier, 1647, olieverf op doek (235,5 x 339 cm), Mauritshuis, Den Haag

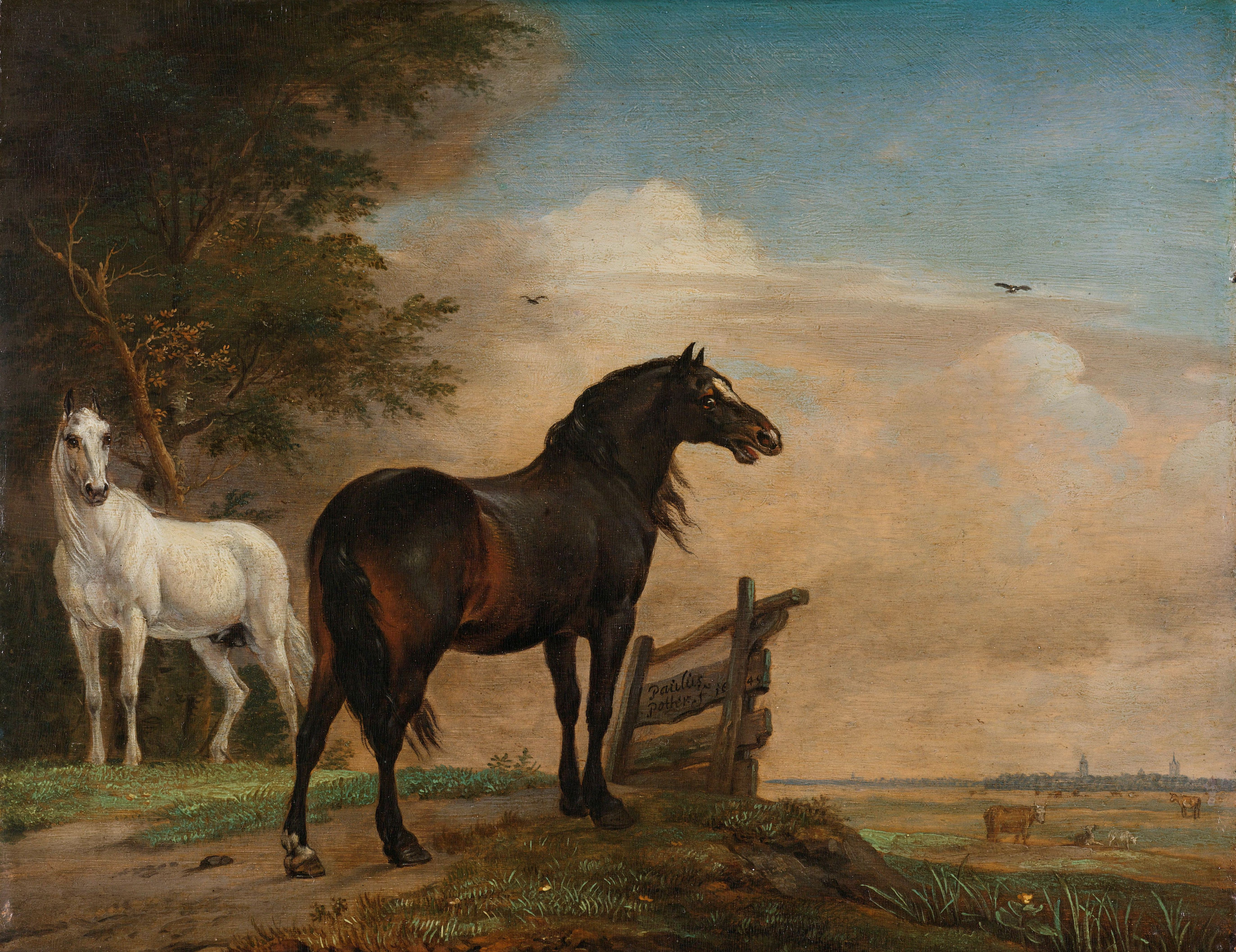
Twee paarden in de weide bij een hek, 1649, (23,5 x 30 cm) Rijksmuseum Amsterdam.

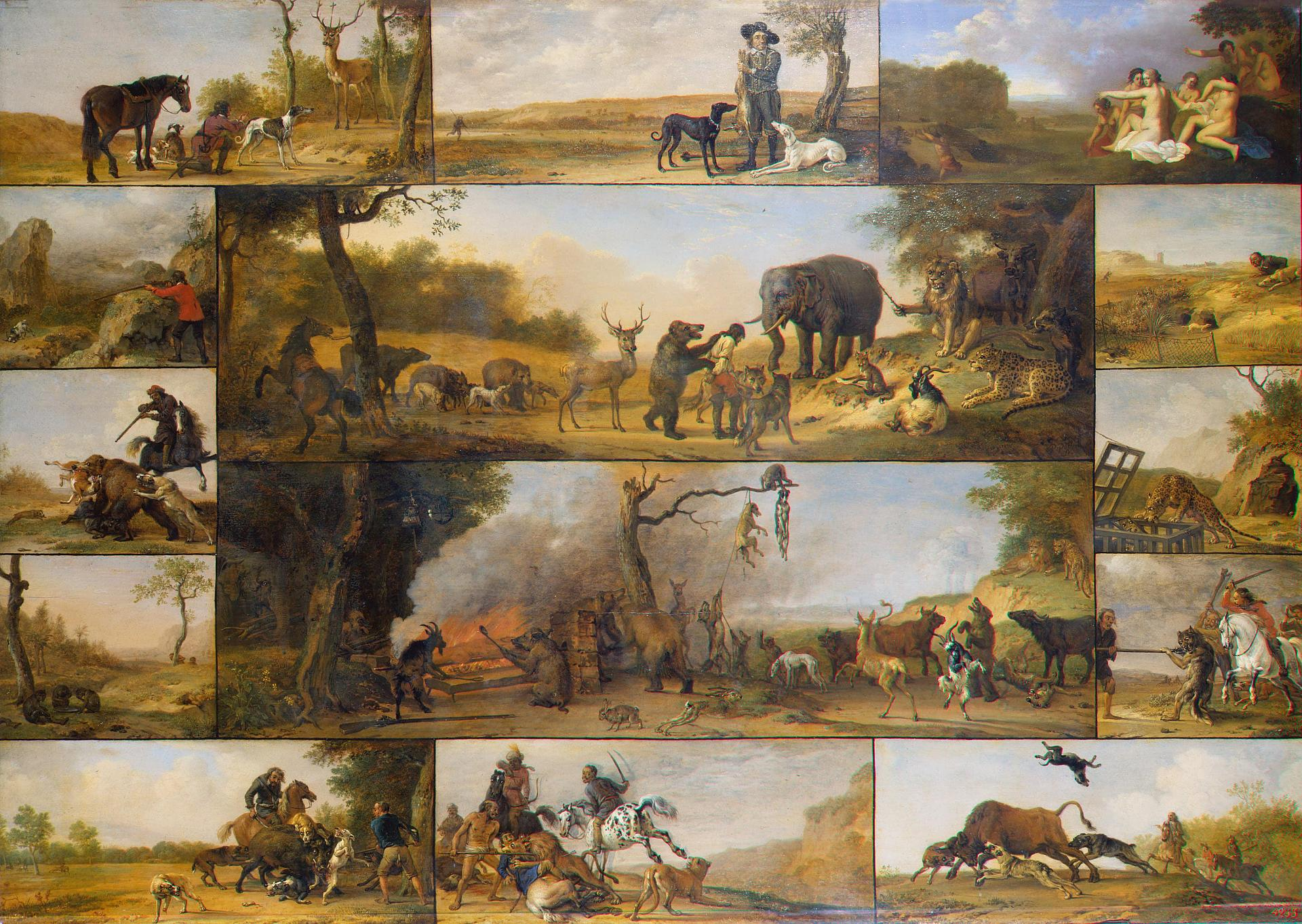
Straf van een Jager, ca. 1647, (85 x 120 cm), (Hermitage, Sint-Petersburg)

Paulus Potter heeft ongeveer honderd schilderijen nagelaten, de meeste op klein formaat. Naast schilderijen maakte hij ook een klein aantal etsen. Oorspronkelijk schilderde hij historiestukken, net als zijn vader. Hij werd echter beroemd als "beestenschilder", want hij schilderde vooral het vee in het Nederlandse landschap. Hij schilderde realistisch, met veel aandacht voor de huid, de uitdrukking en de houding van de dieren. Hij beeldde de dieren soms af vanaf een laag standpunt, waardoor ze goed uitkomen tegen de lucht.
Potters beroemdste schilderij is De stier uit 1647. Dit schilderij van 2,35 bij 3,40 meter hing eerst in de Galerij Prins Willem V aan de Buitenhof in Den Haag. In 1795 nam Napoleon de collectie van Willem V mee naar Parijs en hing De Stier in het Louvre. Na de val van Napoleon werd de collectie met paard en wagens teruggehaald en in het Mauritshuis gehangen.

Saillant detail is dat de stier hoorns heeft van een tweejarige, tanden van een vierjarige, schouders van een volgroeide stier en het achterste deel van het lichaam de vorm heeft van een jonge stier. Potter schilderde eerst alleen de stier, maar vergrootte het schilderij door aan de zijkanten en erboven extra stukken linnen te naaien en vervolgens de figuren links ervan erbij te schilderen, alsook de weilanden op de achtergrond met grazend vee. 

Het lijkt alsof de stier vanuit drie verschillende standpunten is geschilderd. Bijzonder voor dit werk is dat het nogal gewone onderwerp is afgebeeld op enorm formaat. Een dergelijke grote weergave werd meestal alleen gebruikt voor historische of mythologische werken. Deze verheerlijking van vee kwam alleen in Holland voor. Op de achtergrond is Rijswijk te zien. Potter voegde veel kleine details toe, zoals vliegen rond de stierenrug, een kikker op de grond en een leeuwerik in de lucht. Het is niet bekend of het schilderij in opdracht is geschilderd, en waar het had moeten hangen.
De Stier werd rond 1800 door Napoleon Bonaparte meegenomen naar Frankrijk, waar het werd tentoongesteld in het Louvre. Nadat Nederland was bevrijd van de Franse overheersing, kwam het werk terug naar Nederland. Het werk wordt vanaf 1822 getoond in het Mauritshuis en groeide daar uit tot een van de topstukken uit de collectie, omdat het zeer realistisch is en aansloot bij de populaire 19e-eeuwse Franse realistisch kunststroming. In de negentiende eeuw was het werk daardoor net zo geliefd als De Nachtwacht van Rembrandt.
Een ander beroemd schilderij, De Pissende Koe, hangt in de Hermitage in Sint-Petersburg. Naast vee (koeien, paarden, varkens, schapen en geiten) heeft hij een eenhoorn en beren geschilderd, maar ook een leeuw, een olifant en een kameel. Deze heeft hij waarschijnlijk gezien in een dierentuin van de Oranjes. Er is ook een aantal portretten van honden bekend.

## Eerbetoon
Behalve in Potters geboorteplaats Enkhuizen zijn ook in vele andere steden en plaatsen straten naar Paulus Potter vernoemd.

## Etsen in het Rijksmuseum Amsterdam

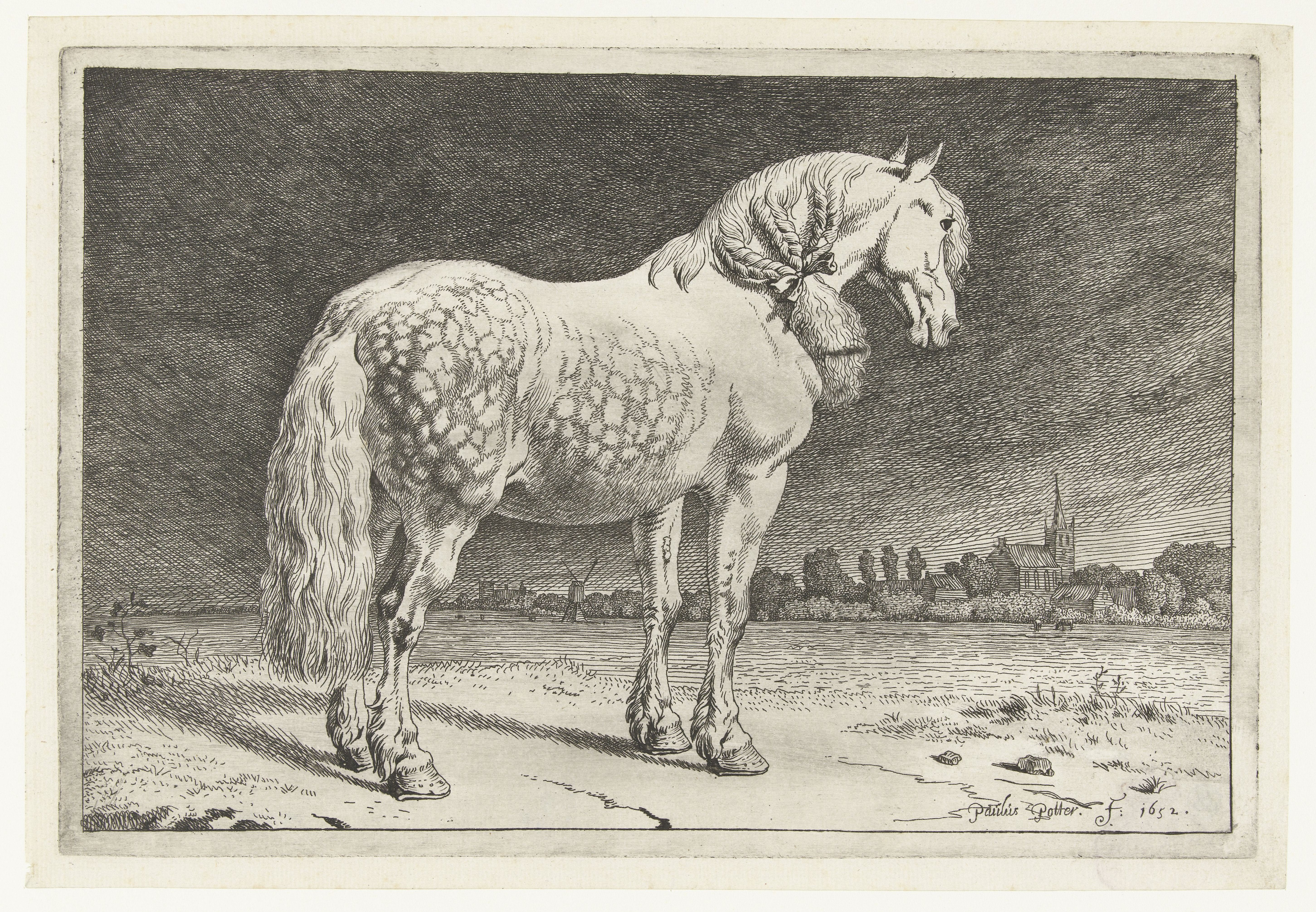
Fries paard
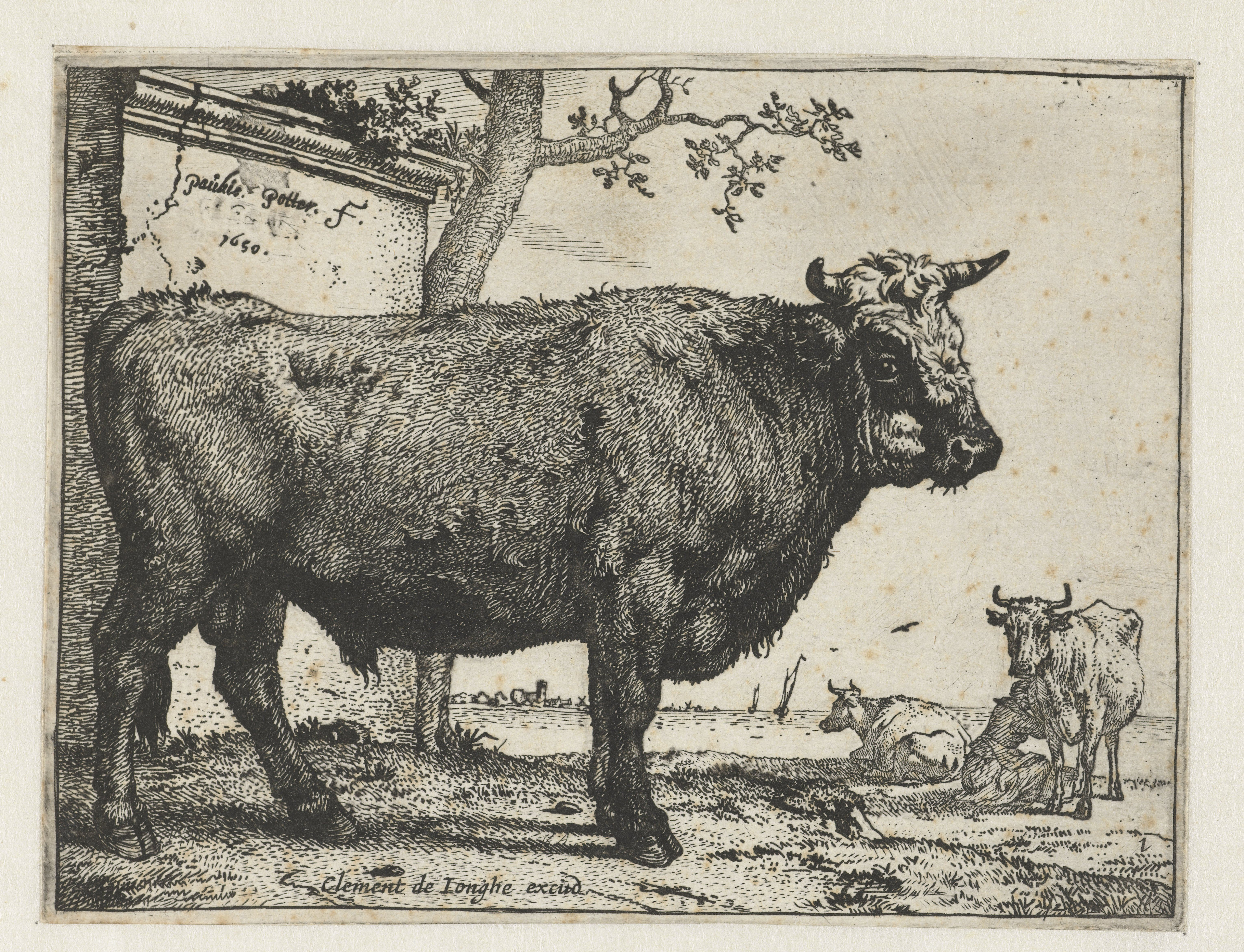
Stier
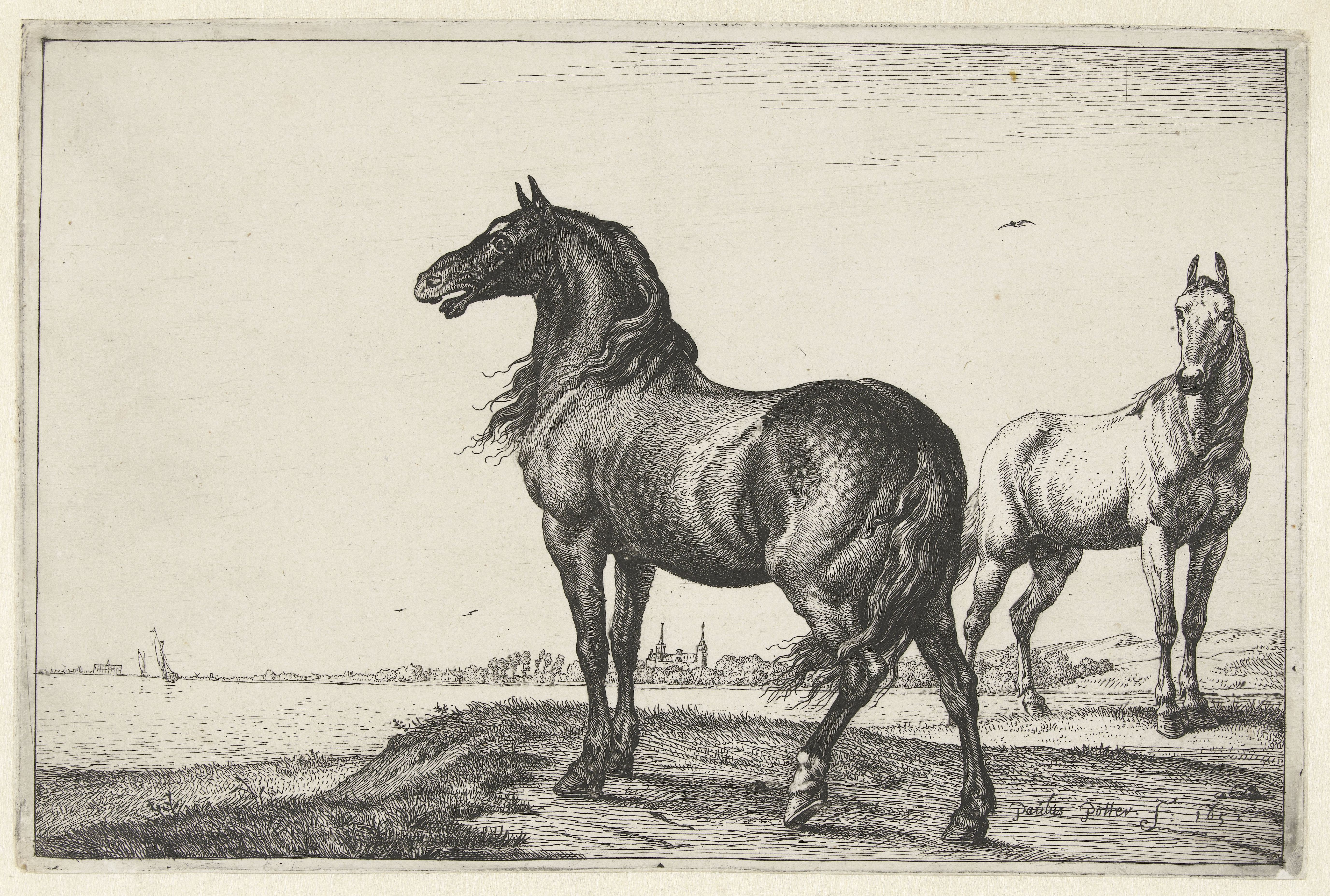
Hinnikend paard

- Bibsys: 15016021
- Biblioteca Nacional de España: XX1535056
- Bibliothèque nationale de France: cb14959617v (data)
- Biografisch Portaal: 59574060
- Digitale Bibliotheek voor de Nederlandse Letteren: pott018
- Gemeinsame Normdatei: 119209993
- International Standard Name Identifier: 0000 0000 6653 4583
- KulturNav: 760dad1c-d500-4141-bbe9-39a24ddcf00e
- Library of Congress Control Number: nr91026025
- Nationale Bibliotheek van Letland: 000319306
- Nationale Bibliotheek van Tsjechië: ola2002161328
- Nationale Bibliotheek van Israël: 987008729665305171
- Nationale Bibliotheek van Polen: a0000002383707
- Nederlandse Thesaurus van Auteursnamen: 071076778
- RKD-Nederlands Instituut voor Kunstgeschiedenis: 64519
- SNAC: w6mk6zc2
- Système universitaire de documentation: 050463950
- Museum of New Zealand Te Papa Tongarewa: 1836
- Union List of Artist Names: 500012008
- Virtual International Authority File: 7543698
- WorldCat: E39PBJt3WXGjJbtD7tF4Tg3CwC